# Sterling (Oklahoma)
Sterling é uma cidade  localizada no estado norte-americano de Oklahoma, no Condado de Comanche.

## Demografia
Segundo o censo norte-americano de 2000, a sua população era de 762 habitantes.
Em 2006, foi estimada uma população de 723, um decréscimo de 39 (-5.1%).

## Geografia
De acordo com o United States Census Bureau tem uma área de
2,1 km², dos quais 2,1 km² cobertos por terra e 0,0 km² cobertos por água. Sterling localiza-se a aproximadamente 351 m acima do nível do mar.

## Localidades na vizinhança
O diagrama seguinte representa as localidades num raio de 20 km ao redor de Sterling.